# Landgericht

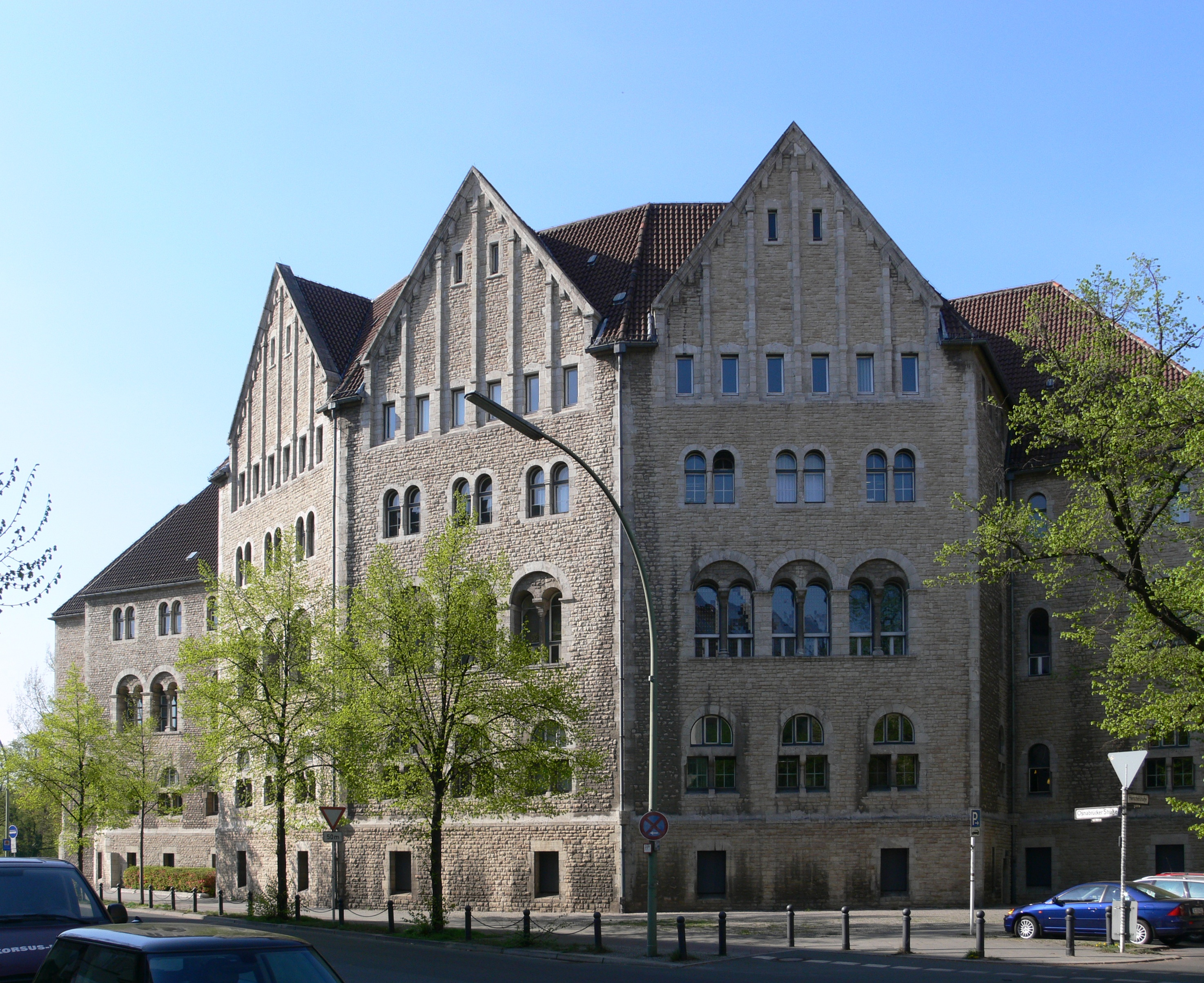
Das Landgericht Berlin war (bis zur Aufteilung in zwei Landgerichte Anfang 2024) das größte deutsche Landgericht.

Ein Landgericht (Abkürzung LG) ist im Gerichtsaufbau der ordentlichen Gerichtsbarkeit in Deutschland das Gericht zwischen Amts- und Oberlandesgericht.  Jeder Landgerichtsbezirk umfasst eines oder mehrere Amtsgerichte, mehrere Landgerichtsbezirke stellen den Bezirk eines Oberlandesgerichts dar.

## Aufbau
Die Landgerichte sind mit einem Präsidenten sowie mit Vorsitzenden Richtern und weiteren Richtern besetzt (§ 59 Absatz 1 des Gerichtsverfassungsgesetzes).
Richtern des Landgerichts kann auch gleichzeitig ein weiteres Richteramt am Amtsgericht übertragen werden (§ 59 Absatz 2 GVG). Sie führen dann weiterhin die Dienstbezeichnung „Richter am Landgericht“, auch, wenn sie am Amtsgericht tätig werden.
Es können Richter auf Probe und Richter kraft Auftrags verwendet werden (§ 59 Absatz 3 GVG). Richter auf Probe führen nur die Dienstbezeichnung „Richter“.
Bei den Landgerichten werden Zivil- und Strafkammern gebildet (§ 60 GVG). Die Kammern sind die Spruchkörper des Landgerichts. In Zivilsachen gibt es Zivilkammern und Kammern für Handelssachen, in Strafsachen kleine und große Strafkammern sowie Strafvollstreckungskammern.
In Deutschland gibt es 116 Landgerichte (Stand Januar 2024).
| Bundesland             | Anzahl Landgerichte |
| ---------------------- | ------------------- |
| Baden-Württemberg      | 17                  |
| Bayern                 | 22                  |
| Berlin                 | 02                  |
| Brandenburg            | 04                  |
| Bremen                 | 01                  |
| Hamburg                | 01                  |
| Hessen                 | 09                  |
| Mecklenburg-Vorpommern | 04                  |
| Niedersachsen          | 11                  |
| Nordrhein-Westfalen    | 19                  |
| Rheinland-Pfalz        | 08                  |
| Saarland               | 01                  |
| Sachsen                | 05                  |
| Sachsen-Anhalt         | 04                  |
| Schleswig-Holstein     | 04                  |
| Thüringen              | 04                  |
| Gesamt:                | 116                 |

### Besetzung der Zivilkammern
Die Zivilkammern sind gemäß § 75 GVG mit drei Richtern besetzt, von denen einer den Vorsitz hat. Nach den Vorschriften der Prozessgesetze kann die Zivilkammer des Landgerichts in weitem Umfang auch durch eines ihrer Mitglieder als Einzelrichter entscheiden, wovon regelmäßig Gebrauch gemacht wird (z. B. § 348 ZPO und § 348a ZPO).

### Besetzung der Kammern für Handelssachen
Die Kammern für Handelssachen sind gemäß § 105 Absatz 1 GVG mit einem Berufsrichter des Landgerichts als Vorsitzendem und zwei ehrenamtlichen Richtern (Handelsrichter) besetzt. An der Ernennung zum ehrenamtlichen Richter einer Handelskammer am Landgericht werden über die allgemeinen Anforderungen an Schöffen hinaus gemäß § 109 Absatz 1 und Absatz 2 GVG besondere Anforderungen gestellt.

### Besetzung der Strafkammern
Die Strafkammern sind gemäß § 76 Absatz 1 GVG mit drei Richtern, von denen einer den Vorsitz hat, und zwei Schöffen besetzt (sog. große Strafkammer). In Berufungsverfahren des Amtsgerichts ist die Strafkammer des Landgerichts mit einem Vorsitzenden Richter und zwei Schöffen besetzt (sog. kleine Strafkammer). Bei Berufungen gegen Urteile des erweiterten Schöffengerichts ist ein zweiter Berufsrichter heranzuziehen (§ 76 Absatz 6 GVG).
Wenn die Strafkammer nicht als Schwurgericht zuständig ist und die Mitwirkung eines dritten Richters nicht nach dem Umfang und der Schwierigkeit der Sache notwendig erscheint oder die Anordnung der Unterbringung in einem psychiatrischen Krankenhaus zu erwarten ist, beschließt die Strafkammer vor Beginn der Hauptverhandlung, dass sie nur mit zwei statt drei Richtern und zwei Schöffen zu besetzen ist (§ 76 Absatz 2 GVG). Dies nennt sich Besetzungsreduktion.
Alle Mitglieder haben grundsätzlich gleiches Gewicht und gleiche Rechte bei der Verhandlung, Beratung und Abstimmung. Verfahrensfragen werden mit einfacher Mehrheit, Schuldfrage und Strafe mit Zweidrittelmehrheit entschieden. Bei prozessualen Entscheidungen außerhalb des Hauptverfahrens wirken die Schöffen nicht mit.

### Besetzung der Strafvollstreckungskammern
Die Strafvollstreckungskammern entscheiden gemäß § 78b Absatz 1 GVG entweder mit drei Richtern einschließlich des Vorsitzenden (Aussetzung der Vollstreckung des Restes einer lebenslangen Freiheitsstrafe bzw. der Unterbringung in einem psychiatrischen Krankenhaus; Sicherungsverwahrung) oder mit einem Richter.

## Zuständigkeit

### Erste Instanz
In Strafsachen ist das Landgericht erstinstanzlich zuständig, wenn nicht das Amtsgericht oder das Oberlandesgericht zuständig sind. Ab einer Straferwartung von vier Jahren Freiheitsstrafe ist nicht mehr das Amtsgericht zuständig (§ 74 Absatz 1 GVG). In Ausnahmefällen kann es auch bei weniger schwerwiegenden Fällen angerufen werden, wenn ein besonderes öffentliches Interesse an der Strafverfolgung besteht, wie es beim Fall Hoyzer oder dem Fall Ackermann gegeben war. Außerdem muss es angerufen werden, wenn die Unterbringung in einem psychiatrischen Krankenhaus oder in der Sicherungsverwahrung angeordnet werden soll. Für Mord, Totschlag und andere Taten mit Todesfolge ist es als Schwurgericht zuständig (§ 74 Absatz 2 Satz 1 GVG).
Im Zivilprozess ist das Landgericht grundsätzlich für alle Verfahren mit einem Streitwert von über 5000 Euro zuständig, soweit sie nicht den Amtsgerichten übertragen wurden. Außerdem ist es unabhängig vom Streitwert für alle Klagen zuständig, die Staatshaftungsansprüche und Schadensersatzansprüche wegen fehlerhafter Kapitalmarktinformationen betreffen.

### Zweite Instanz
Im Strafprozess ist das Landgericht gem. § 312 StPO als zweite Instanz für Berufungen gegen Urteile des Amtsgerichts (Urteile des Strafrichters und des Schöffengerichts) zuständig. Diese Berufungen werden von den kleinen Strafkammern behandelt. Außerdem ist das Landgericht für Beschwerden gegen Entscheidungen der Amtsgerichte als Beschwerdegericht zuständig.
Im Zivilprozess ist das Landgericht als zweite Instanz für Berufungen und Beschwerden gegen Entscheidungen der Amtsgerichte zuständig (§ 72 GVG), sofern nicht – wie etwa in Familiensachen – die Oberlandesgerichte zuständig sind.

## Staatsanwaltschaften
Bei den Landgerichten sind die Staatsanwaltschaften eingerichtet (siehe Liste deutscher Staatsanwaltschaften).